# 榴花梦
《榴花夢》是一部成書於清代的彈詞作品。前357卷作者為女作家李桂玉，成書於道光二十一年（1841年）；後3卷係翁起前、杨美君二名女作家於民國二十八年（1939年）共同以「浣梅女史」的筆名續寫。
《榴花夢》全書360卷，每卷二回，每句皆以七字一韻的韻文體寫成，共計483萬餘字，是現存中國古典說部中篇幅最長的一部。該書講述了唐朝時期桓、羅、梅、桂四個官宦家族的遭遇，藉古諷今。
該書在清代未經刊印，僅以全帙抄本傳世，與《閩都別記》同為當時福州租書舖的熱門書籍。1998年，中国文联出版公司首次出版了該書共十冊。